# Apiocera moerens
Apiocera moerens är en tvåvingeart som beskrevs av John Obadiah Westwood 1841. Apiocera moerens ingår i släktet Apiocera och familjen Apioceridae. Inga underarter finns listade i Catalogue of Life.